# نهاد نسيبة
نهاد نسيبة (1926–1999) هو مهندس عسكري فلسطيني وعضو في حركة فتح. وكان أحد المستشارين العسكريين لياسر عرفات، رئيس منظمة التحرير الفلسطينية.

## حياته

### بداية حياته
ولد نهاد نسيبة في القدس عام 1926. ينحدر من عائلة رائدة. انضم إلى حركة المقاومة الفلسطينية في سن السادسة عشرة. كان خريج كلية الهندسة العسكرية في الجيش السوري حيث تخرج فيها عام 1948.

### حياته المهنية
شارك في معارك هضبة الجولان في خمسينيات القرن الماضي وأصبح رائداً بعد المعارك. عين قائداً للقطاع الشمالي لجبهة الجولان عام 1959.
واستقر نهاد في الأردن عام 1964 وانضم إلى حركة فتح. عين قائداً لقسم المباحث في وحدة التدريب العسكري التابعة لفتح وقاد عمليات فتح. تولى منصب قائد قوة الشرطة عام 1970. أصبح زعيماً لمنظمة التحرير الفلسطينية في الأردن عام 1971 عندما غادر القوات الفلسطينية البلاد بعد أحداث أيلول الأسود. وانتهت فترة ولاية نسيبة عام 1979. ترقى إلى رتبة لواء، وعين مستشاراً عسكرياً لياسر عرفات عام 1982.

## الوفاة
توفى نهاد نسيبة في 18 ديسمبر 1999.